# (20226) 1997 NG6
1997 أن جي 6 (ويعرف أيضًا باسم (20226) 1997 أن جي 6 وفق تسمية الكوكب الصغير) (بالإنجليزية: 1997 NG6)‏ هو كويكب ضمن حزام الكويكبات؛ وترتيبه 20226 من حيث الاكتشاف.
اكتُشف هذا الجُرم الفلكي بواسطة Kenneth A. Williams ‏ في 11 يوليو 1997.

## وصلات خارجية
- (20226) 1997 NG6 في قاعدة بيانات مختبر الدفع النفاث لأجرام النظام الشمسي الصغيرة

- الاكتشاف · مخطط المدار ·  العناصر المدارية · المعلمات المادية

- (20226) 1997 NG6 على موقع ويكي سكاي: DSS2, SDSS, GALEX, IRAS, Hydrogen α, X-Ray, Astrophoto, Sky Map, Articles and images